# Belaghatti, Shirhatti
Belaghatti là một làng thuộc tehsil Shirhatti, huyện Gadag, bang Karnataka, Ấn Độ.